# Thomas Dixon, Jr.
Thomas Dixon, Jr. (11 de enero de 1864 – 3 de abril de 1946) fue un pastor bautista, dramaturgo, conferenciante, legislador, miembro de la Asamblea de Carolina del Norte, y escritor de nacionalidad estadounidense, conocido principalmente por haber escrito The Clansman — obra que fue inspiración para la cinta de D. W. Griffith El nacimiento de una nación (1915). Fue un destacado partidario del Partido Republicano y donante en la campaña de Theodore Roosevelt para la alcaldía de Nueva York.

## Biografía

### Inicios
Su nombre completo era Thomas Frederick Dixon, Jr., y nació en Shelby, Carolina del Norte, siendo sus padres Thomas Jeremiah Frederick Dixon y Amanda Elvira McAfee. Su padre era un rico hacendado de origen inglés y escocés, además de pastor baptista. Siendo joven, él había heredado una gran propiedad y un importante número de esclavos pertenecientes al padre de su primera mujer. Thomas J. F. Dixon I, aunque no era abolicionista, no quería tener esclavos. En un momento dado, le ofrecieron 100.000 dólares de la época por todos sus esclavos, pero rechazó la oferta, preocupado en que el nuevo propietario los maltratara.
En su adolescencia, Dixon ayudó en las granjas de la familia, una experiencia que odiaba, pero más tarde explicaba que le ayudó a relatar la grave situación de los trabajadores. Dixon creció durante la Reconstrucción tras la Guerra de Secesión. La confiscación de tierras agrícolas por parte del gobierno, la corrupción de los políticos locales y, en particular, la venganza de las tropas federales aliada con la anarquía de la época, contribuyeron a formar al joven Dixon como un firme oponente de lo que él llamaba una de las mayores tragedias de la historia. 
Dixon afirmaba que uno de sus primero recuerdos era el de una mujer que suplicaba ayuda para su familia. Era la viuda de un soldado confederado que había servido a las órdenes del tío de Dixon, el coronel Leroy McAfee. Ella afirmaba que un negro había violado a su hija. Esa noche el Ku Klux Klan colgó y disparó varias veces al supuesto violador en la plaza de la ciudad. La madre de Dixon le comentaba a él que "el Klan son nuestra gente—ellos nos protegen del mal." Fue un momento que se grabó en la memoria de Dixon; él sentía que las acciones del Klan estaban justificadas, y que los tiempos desesperados precisaban medidas desesperadas.
El padre de Dixon, Thomas Dixon, Sr., y su tío Leroy McAfee, ingresaron en el Ku Klux Klan en sus inicios con el fin de "traer orden" a los tiempos de tumulto, y McAfee llegó incluso a ser Jefe del Klan del Área metropolitana de Greensboro-High Point en Carolina del Norte. Pero, tras ser testigo de la corrupción y el escándalo que rodeaba al Klan, ambos dejaron la formación, intentando el desmantelamiento de la misma en la región.

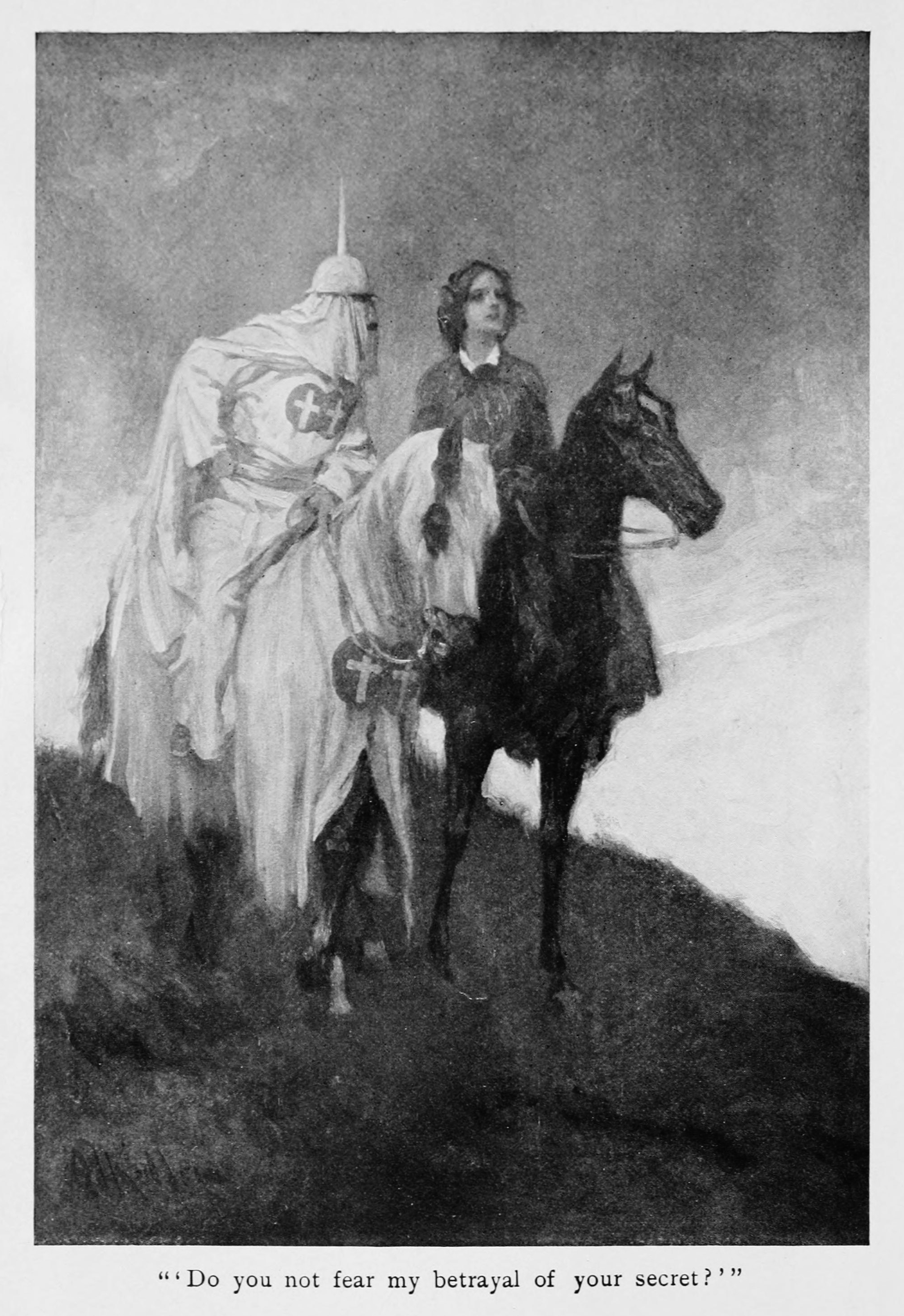
Primera edición de The Clansman.

### Educación
En 1877 Dixon entró en la Academia Shelby, diplomándose en solo dos años. En septiembre de 1879 ingresó en la Universidad de Wake Forest, donde cursó estudios de historia y ciencias políticas. Fue un buen estudiante, y a los cuatro años, en 1883, Dixon consiguió una maestría. Su período en la Wake Forest fue destacado, llegando a ser el estudiante más recompensado del centro hasta ese momento. Una vez graduado en la universidad, Dixon recibió una beca para estudiar ciencias políticas en la Universidad Johns Hopkins, donde conoció y entabló amistad con el futuro Presidente Woodrow Wilson. El 11 de enero de 1884, a pesar de las objeciones de su amigo Woodrow Wilson, Dixon dejó la Universidad Johns Hopkins para dedicarse al periodismo y al teatro.
Dixon fue a Nueva York, donde ingresó en la Frobisher School para estudiar arte dramático. Como actor, la apariencia física de Dixon era un problema – era muy alto y muy delgado. Un productor afirmaba que, a causa de su físico, él no tendría éxito como actor, aunque halagaba a Dixon por su inteligencia y la atención al detalle, recomendándole que se dedicara a escribir guiones. A pesar de ese cumplido, Dixon volvió avergonzado a Carolina.
De vuelta en Shelby, y con el apoyo de su padre, Dixon entró en la Greensboro Law School de Greensboro (Carolina del Norte), en la cual se graduó en derecho en el año 1885.

### Carrera política
Durante su estancia en la escuela de derecho, el padre de Dixon le convenció para que se dedicara a la política. Una vez graduado, Dixon se presentó para formar parte de la Asamblea de Carolina del Norte. A pesar de tener únicamente 20 años de edad, y que incluso ni siquiera podía votar, él ganó la elección, una victoria que se atribuyó a sus excelentes dotes oratorias. Dixon se retiró de la política en 1886, disgustado por la corrupción y las operaciones que los legisladores llevaban a cabo puertas adentro. A pesar de ello, la corta carrera política de Dixon le dio popularidad en el Sur por su defensa de los derechos de los veteranos confederados.
Una vez dejada la política, Dixon practicó el derecho durante un breve tiempo, aunque abandonó la profesión para hacerse pastor.

### Pastor y conferenciante
Dixon fue ordenado pastor Baptista el 6 de octubre de 1886, iniciando su práctica religiosa en Greensboro. El 10 de abril de 1887 cumplió sus obligaciones en Raleigh, Carolina del Norte. Ganó rápidamente popularidad y, pasado un corto tiempo, se le ofreció un puesto en la Iglesia Dudley Street de Boston, Massachusetts. Su fama en el púlpito crecía, y era cada vez más solicitado como conferenciante. Predicando en Boston, a Dixon se le ofreció la posibilidad de dar el discurso de graduación en la Universidad de Wake Forest. Además le ofrecieron un posible honoris causa en dicha universidad. Dixon rechazó la oferta, pero ensalzó a un entonces desconocido que él creía merecedor del título, su viejo amigo Woodrow Wilson.
En agosto de 1889, Dixon aceptó un puesto en la ciudad de Nueva York, a pesar de que su congregación de Boston estaba dispuesta a pagarle el doble si no se marchaba. Aunque en Nueva York Dixon conoció a John D. Rockefeller y a Theodore Roosevelt (al que ayudó en su campaña como gobernador de Nueva York), en algún momento en los siguientes cinco años se desilusionó con la iglesia. Así, en 1895 Dixon dejó el ministerio Baptista y empezó a predicar para una iglesia aconfesional, ocupación que prolongó hasta el año 1899, cuando empezó a dedicarse a tiempo completo a la labor de conferenciante.
Dixon disfrutó de su tarea como conferenciante, y a menudo fue considerado como el major del país. Tuvo numerosos seguidores por toda la nación, y particularmente en el Sur, siendo sus temas la situación de los trabajadores y los horrores de la Reconstrucción. Fue durante una gira de conferencias que Dixon asistió a una versión teatral de la obra de Harriet Beecher Stowe La cabaña del tío Tom. Dixon apenas pudo contener su ira e indignación ante lo que consideraba una tergiversación de los sureños. Dixon prometió exponer la "verdader historia" del Sur, y escribió su primera novela, The Leopard's Spots (1902), en la cual utilizaba varios personajes, entre ellos Simon Legree, reciclados de la obra de Stowe.

### Escritos
La "Trilogía de la Reconstrucción" de Dixon estaba formada por The Leopard's Spots, The Clansman (1905), y The Traitor (1907). En estas novelas, presentadas con una muy imaginativa ficción como hecho histórico riguroso, Dixon utilizaba el romance histórico para presentar a los negros como inferiores a los blancos, y para glorificar el Sur de antes de la guerra. Aunque opuesto a la esclavitud, él creía en la segregación racial. Dixon también escribió sobre los males del socialismo, particularmente con la trilogía The One Woman: A Story of Modern Utopia (1903), Comrades: A Story of Social Adventure in California (1909), y The Root of Evil (1911). En 1919, el libro Comrades fue llevado al cine con el film Bolshevism on Trial. En la obra The Sins of the Father, producida en 1910–11, Dixon hizo el papel principal. 
Dixon fue autor de 22 novelas. Además, escribió muchas piezas teatrales, sermones y trabajos de no ficción, y fue guionista some film scripts. Sus escritos se centraban en tres temas principales: (1) la necesidad de la pureza racial; (2) los males del socialismo; y (3) la necesidad de una familia estable con un papel tradicional para la esposa/madre. Un tema común en sus obras era la violencia contra las mujeres llevada a cabo principalmente, aunque no siempre, por un negro del Sur. Esto se debió a que tanto su padre como su tío, que habían sido miembros del Ku Klux Klan, encabezaron el linchamiento de un miembro de la comunidad afrodescendiente porque, supuestamente, había violado a una joven caucásica. Ese episodio de brutalización sexual nunca se demostró, pero le marcó porque sucedió cuando era un niño. Esos crímenes casi siempre quedaban vengados a lo largo de la narración. Escribió su última novela, The Flaming Sword, en 1939, y poco después quedó inválido por culpa de una hemorragia cerebral.

### Vida familiar

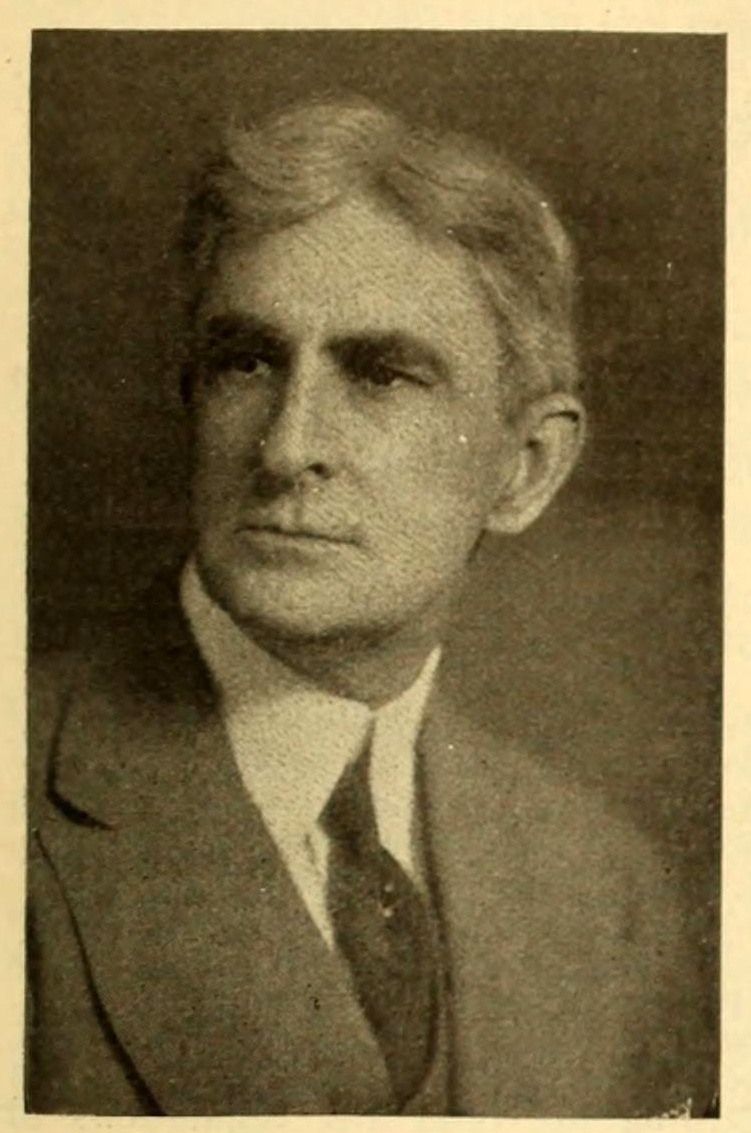
Dixon en The Moving Picture World

Dixon se casó con su primera esposa, Harriet Bussey, el 3 de marzo de 1886. La pareja se vio forzada a fugarse a Montgomery (Alabama), al negarse el padre de Bussey a dar el consentimiento al matrimonio. Dixon y Harriet Bussey tuvieron tres hijos: Thomas III, Louise, y Gordon. Tras una carrera llena de altibajos en la que Dixon ganó y perdió millones, él finalizó su carrera trabajando como escribano en Raleigh, Carolina del Norte. Harriet falleció el 29 de diciembre de 1937. Catorce meses después, el 26 de febrero de 1939, Dixon sufrió una invalidante hemorragia cerebral. Menos de un mes después, en su cama del hospital, Dixon se casó con Madelyn Clare, una actriz que había tenido un papel en una adaptación al cine de una de sus novelas.
Thomas Dixon, Jr. falleció en Raleigh, Carolina del Norte, en 1946. Fue enterrado en el Cementerio Sunset, en Shelby, Carolina del Norte, en el cual también reposan los restos de su segunda esposa.

## Obras
- The Leopard's Spots (1902) (Parte 1 de la trilogía)
- The One Woman: A Story of Modern Utopia (1903)
- The Clansman (1905) (Parte 2 de la trilogía)
- The Life Worth Living: A Personal Experience (1905)
- The Traitor: A Story of the Fall of the Invisible Empire (1907) (Parte 3 de la trilogía)
- Comrades: A Story of Social Adventure in California (1909)
- The Root of Evil (1911)
- The Sins of the Father: A Romance of the South (1912)
- The Southerner: A Romance of the Real Lincoln (1913)
- The Victim:  A Romance of the Real Jefferson Davis (1914)
- The Foolish Virgin: A Romance of Today (1915)
- The Fall of a Nation (1916)
- The Way of a Man (1918)
- Bolshevism on Trial" - película (1919)
- A Man of the People (1920)
- The Man in Gray (1921)
- The Love Complex (1925)
- The Sun Virgin (1929)
- The Flaming Sword (1939)